# De sleutelbewaarster
De sleutelbewaarster is het zeventiende stripalbum uit de Thorgal-reeks en is getekend door Grzegorz Rosiński met scenario van Jean Van Hamme. Het verhaal verscheen voor het eerst in 1991 in het stripblad Tintin/Kuifje Het album verscheen in datzelfde jaar bij uitgeverij Le Lombard.

## Verhaal
Het verhaal begint in het woud waar Jolan en Thorgal samen op jacht zijn. Ze besluiten even te rusten op een bekende plek voor Thorgal. Hier ontmoette hij immers de dwerg Thadzhi en gaf hij hem het metaal dat niet bestond. (zie ook Het sterrenkind). Hij dommelt in slaap en droomt. 
Plots ziet hij Jolan met gespannen boog staan. Thorgal gaat op zoek naar de pijl, maar wordt aangevallen. Hij is verbijsterd: hij staat oog in oog met zichzelf. Thorgal tracht te vluchten, maar wordt neergeschoten. Hij ontwaakt in de schemerwereld van de sleutelbewaarster. Deze vraagt haar gordel terug, die Thorgal haar ontfutseld zou hebben tijdens het bedrijven van de liefde. Thorgal weet van niets. Tot eindelijk blijkt het Volsung van Nichor te zijn die door Nidhogg weer tot leven gewekt was om de sleutelbos van de sleutelbewaarster te stelen en het uiterlijk van Thorgal had aangenomen om de sleutelbewaarster zand in de ogen te strooien. 
Thorgal moet op pad om te voorkomen dat Nidhogg de gordel krijgt. Ondertussen heeft Volsung de plaats ingenomen van Thorgal in de mensenwereld, alwaar hij verkrachtingen, moorden en mishandelingen pleegt. Om de strijd aan te gaan krijgt Thorgal hulp van Tjahzi.

## Bijzonderheden
Eerste druk albums van de sleutelbewaarster met hardekaft zijn zeldzaam en daardoor een geliefd verzamelobject voor stripverzamelaars. Door een brand in het distributiecentrum is slechts een klein deel van de oplage in omloop gekomen.